# Disa (geslacht)
Disa is een geslacht uit de orchideeënfamilie en de onderfamilie Orchidoideae.
Het geslacht telt ongeveer 170 soorten, voornamelijk uit zuidelijk Afrika.
Een vertegenwoordiger is Disa uniflora uit Zuid-Afrika, een rode orchidee bekend als "The Pride of Table Mountain."

## Naamgeving enetymologie
Het geslacht is waarschijnlijk vernoemd naar Koningin Disa, de heldin uit een Zweedse legende.

## Kenmerken
Disa-soorten zijn terrestrische orchideeën.
Uit een wortelknol ontspringt naast enkele korte, steriele stengels één enkele bloemstengel, tot 100 cm hoog. De bloeiwijze is een eindstandige aar met één tot vele bloemen ondersteund door meestal groene schutbladen.
De bloemen zijn meestal niet-geresupineerd (de lip wijst naar boven), waardoor het lijkt alsof ze ondersteboven staan. Ze zijn tot 5 cm in diameter, meestal rood of wit gekleurd, zelden geel, blauw of groen. Het dorsale kelkblad is meestal ovaal van vorm, rechtopstaand en draagt een slank, tot 8 cm lang spoor. De zijdelingse kelkbladen zijn lancetvormig tot breed ovaal, wijd opengespreid en dikwijls gekield. De kroonbladen zijn meestal veel smaller, tot draadvormig, teruggeslagen over het centrum van de bloem of naar achter. Ook de lip is klein en meestal lancetvormig.
Het gynostemium draagt een drielobbige stempel met een rostellum en een tweecellige helmknop. De pollinia zitten vast op viscidia, die gedragen worden door de zijdelingse lobben van het rostellum.

## Habitat en verspreiding
Disa-soorten komen voornamelijk voor in Afrika en Madagaskar en langsheen de westelijke Indische Oceaan. Disa bracteata wordt ook in Australië gevonden. Ze groeien vooral in nauwe, steile en vochtige kloven, bij watervallen en riviertjes.

## Taxonomie
Het geslacht telt afhankelijk van de gevolgde taxonomie 130 tot 170 soorten, die in verschillende groepen worden ingedeeld.
Subtribus Brownleeinae · Geslacht: Brownleea 

Subtribus Coryciinae · Geslachten: Ceratandra · Corycium · Disperis · Evotella · Pterygodium 

Subtribus Disinae · Geslachten: Disa · Herschelia · Monadenia · Schizodium

Subtribus Huttonaeinae · Geslacht: Huttonaea 

Subtribus Satyriinae · Geslachten: Pachites · Satyridium · Satyrium